# São Pedro de Agostém
São Pedro de Agostém é uma povoação portuguesa do Município de Chaves com 80 habitantes (censo de 2021). É sede da freguesia São Pedro de Agostém, que tem 16,70 km² de área e 1323 habitantes (censo de 2021). A sua densidade populacional é 79,2 hab./km².

## Povoações
É composta pelas povoações de Agostém, Bóbeda, Escariz, Lagarelhos, Paradela de Veiga, Pereira de Veiga, São Pedro de Agostém, Sesmil, Ventozelos, Vila Nova de Veiga e Peto de Lagarelhos.

## Demografia
A população registada nos censos foi:
| Distribuição da População por Grupos Etários | Distribuição da População por Grupos Etários | Distribuição da População por Grupos Etários | Distribuição da População por Grupos Etários | Distribuição da População por Grupos Etários |
| -------------------------------------------- | -------------------------------------------- | -------------------------------------------- | -------------------------------------------- | -------------------------------------------- |
| Ano                                          | 0-14 Anos                                    | 15-24 Anos                                   | 25-64 Anos                                   | > 65 Anos                                    |
| 2001                                         | 237                                          | 219                                          | 772                                          | 285                                          |
| 2011                                         | 203                                          | 147                                          | 786                                          | 283                                          |
| 2021                                         | 136                                          | 139                                          | 671                                          | 377                                          |